# Crockerhill (West Sussex)
Crockerhill – osada w Anglii, w hrabstwie West Sussex. Leży 7 km na wschód od miasta Chichester i 82 km na południowy zachód od Londynu.